# تورجير داهل
تورجير داهل (بالنرويجية البوكمول: Torgeir Dahl)‏ هو سياسي نرويجي، ولد في 13 ديسمبر 1953. حزبياً، نشط في حزب المحافظين. وقد انتخب نائب عضو برلمان النرويج ‏.